# Crossrail 2
 (juillet 2025).
Crossrail 2 est un itinéraire ferroviaire proposé dans le sud-est de l'Angleterre, allant de neuf gares à Surrey à trois dans le Hertfordshire, offrant une nouvelle liaison ferroviaire nord-sud à travers Londres. 
Il relierait la ligne sud - ouest principale à la ligne principale de West Anglia, via Victoria et King's Cross St. Pancras. Il vise à atténuer le surpeuplement qui se produirait autrement sur les liaisons ferroviaires de banlieue vers le centre de Londres d'ici les années 2030. Si l'autorisation est accordée, la construction devrait commencer vers 2023, avec l'ouverture de la nouvelle ligne à partir du début des années 2030. Le coût du projet a été estimé à 31,2 milliards de livres sterling. Boris Johnson, alors maire de Londres, a appelé à ce que la ligne soit appelée la ligne Churchill, d'après Winston Churchill.
La ligne est le quatrième grand projet ferroviaire dans la capitale depuis 2000 (les extensions de la ligne East London ont été ouvertes en mai 2010, le programme Thameslink a ouvert ses portes en 2018 et Crossrail ouvre peut-être en 2022). Les projections de surpopulation de National Rail, y compris dans les banlieues et les destinations touristiques moins bien desservies par le métro, l'ont amené à réclamer plus de nouvelles lignes et les propositions de lignes trans-londoniennes ont gagné en importance, Euston étant désigné comme terminus de la ligne ferroviaire à grande vitesse prévue.
Le projet était auparavant connu sous le nom de ligne Chelsea – Hackney (ou ligne Chelney) en référence à un tracé potentiel. Le plan pour une ligne sur ce tracé existe sous diverses formes depuis 1970, d'abord comme service souterrain et plus tard comme chemin de fer standard.

## Plans
Cet itinéraire est issu de la consultation publique de 2015.

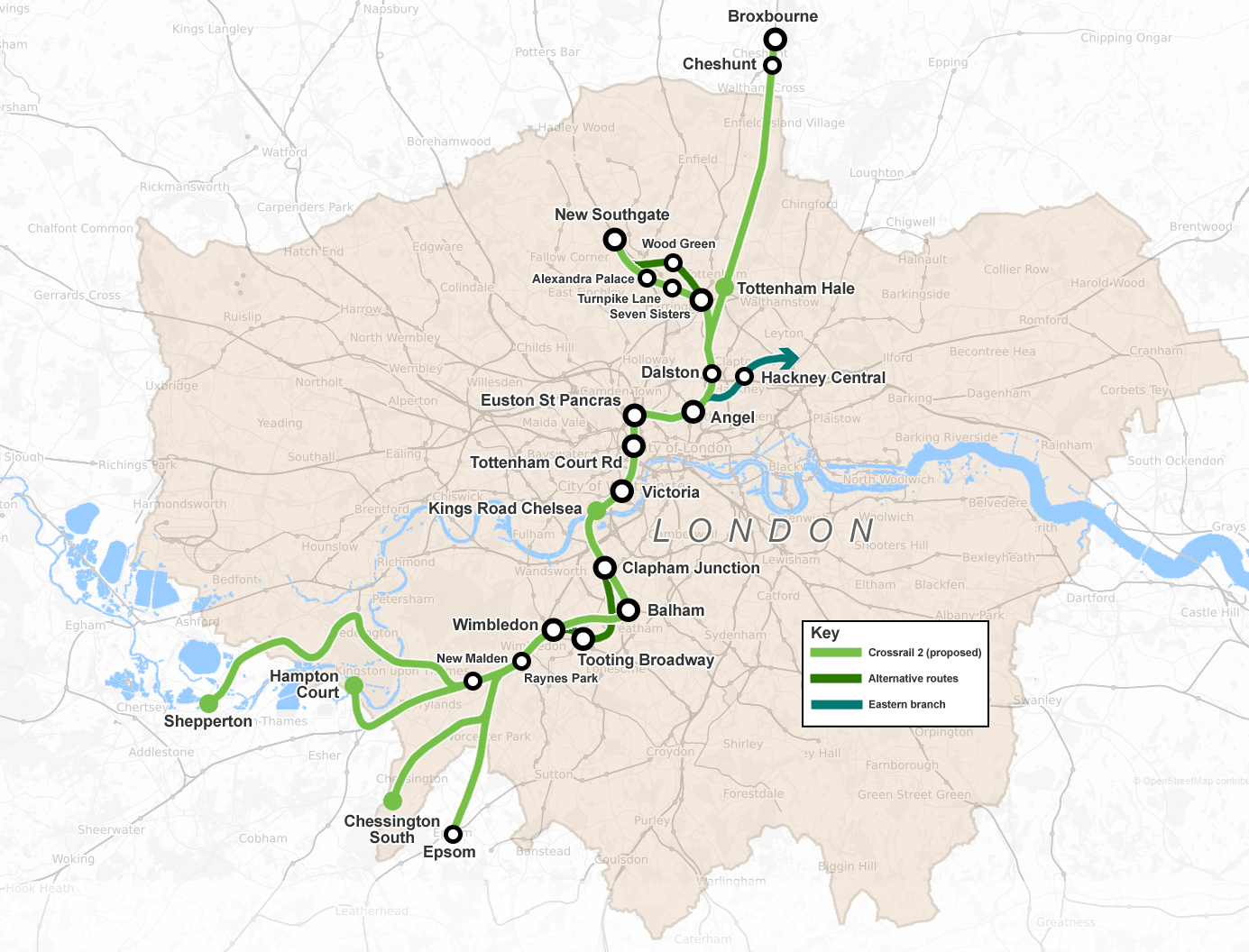
Carte de la ligne de train Crossrail 2 à Londres

### Section principale
Fonctionnant dans de nouveaux tunnels à 30 trains par heure (dans chaque direction) :
- Dalston (Dalston Junction - Dalston Kingsland) Station double
- Angel
- Euston St. Pancras Station à double terminus desservant les stations Euston, King's Cross et St Pancras et les stations souterraines Euston, Euston Square et stations de King's Cross St PancrasHigh Speed 1High Speed 2East Coast Main LineLigne principale des Midlands (en)West Coast Main LineThameslink
- Tottenham Court Road (ligne Crossrail Elizabeth)
- Victoria (ligne principale de Brighton, ligne principale de Chatham)
- King's Road Chelsea - le seul site de gare entièrement nouveau
- Clapham Junction (SWML (en), ligne principale de Brighton (en), ligne Waterloo – Reading)
- Tooting Broadway ou Balham
- Wimbledon

Également dans de nouveaux tunnels, connectés à une jonction au nord de Dalston, à 10 et 15 trains par heure :
- Seven Sisters - South Tottenham  station à double terminaison
- soit Turnpike Lane et Alexandra Palace ou Wood Green
- New Southgate ayant refait surface, se poursuivant jusqu'au dépôt d'Oakleigh Road.

### Section régionale du Nord
Circulant entre 10 et 15 trains par heure sur de nouveaux rails au-dessus du sol, connectés à une jonction au nord de Dalston :
- Tottenham Hale (West Anglia Main Line, Lea Valley lines) toutes les stations à Broxbourne pour les services Crossrail 2  et Cheshunt.

### Extension potentielle vers l'est
La consultation de 2015 prévoit une future branche de l'Est potentielle :
- Hackney Central / Hackney Downs (lignes de Lea Valley)

### Section sud-ouest
Au-dessus du sol, après avoir fait surface au sud de la gare de Wimbledon, en utilisant la ligne lente SWML existante et en fournissant entre 4 et 20 trains par heure, la section sud comprend :
- 20 trains par heure à Raynes Park
- 8-10 trains par heure à Motspur Park est un itinéraire ferroviaire proposé dans le
- Utilisation exclusive de l' embranchement de Chessington vers Chessington South à 4 trains par heure
- Utilisation mixte (partagée) de la ligne Raynes Park - Epsom à Epsom (lignes Sutton et Mole Valley) (4 à 6 trains par heure)

Sutton_and_Mole_Valley_lines (en) est un itinéraire ferroviaire proposé dans le
- 10-12 trains par heure à New Malden
- Utilisation exclusive de la ligne secondaire de Hampton Court à Hampton Court à 4 trains par heure via la station partagée Surbiton est un itinéraire ferroviaire proposé dans le
- Utilisation partagée de la majeure partie de la ligne de boucle de Kingston via Kingston à raison de 6 à 8 trains par heure vers Teddington et 4 trains par heure vers Shepperton

## Consultations publiques parTransport for London

### Consultation 2013
En mai 2013, TfL a entamé une consultation publique sur deux options potentielles :
- Ligne de métro : Wimbledon - Centre de Londres - Angel - Alexandra Palace (tout souterrain)
- Itinéraire régional: Twickenham / Surbiton / Epsom - Wimbledon - Central London - Angel - Alexandra Palace (métro) plus Angel - Cheshunt.

Les résultats de la consultation ont été publiés le 29 novembre 2013 par TfL et ont révélé un large soutien aux plans Crossrail 2. 96 % des répondants ont soutenu ou fortement soutenu les plans, tandis que 2 % s'y sont opposés ou fortement opposés. Le tracé régional a bénéficié d'un soutien plus important que le tracé du métro, 84 % des répondants soutenant ou soutenant fortement le tracé régional contre 73 % pour les plans de métro.
Le plus grand niveau d'opposition au principe de Crossrail 2 est venu des résidents de Kensington et Chelsea, le seul domaine avec plus de 5 % des répondants (16 %) qui se sont fortement opposés au régime. Près de 20 % des répondants de ce domaine se sont opposés ou fortement opposés au programme; les pourcentages correspondants dans tous les autres domaines ne dépassaient pas 10 %.

### Consultation 2014
En juin 2014, une consultation a commencé sur de petites modifications aux propositions de 2013. Les changements proposés se sont globalement divisés en trois domaines: l'extension de la succursale d'Alexandra Palace à New Southgate; relocalisation ou suppression de la gare de Chelsea; et déplacer le point où les deux branches nord ont divergé au-delà de la station Dalston Junction ou Hackney Downs, en appelant à une seule de ces deux stations.

### Consultation 2015
Une nouvelle consultation a commencé en octobre 2015. En octobre 2015, la proposition d'itinéraire a été modifiée de trois manières :
- Balham devait être l'arrêt préféré au lieu de l'alternative à proximité de Tooting Broadway. Cela donnerait un nouvel échangeur ferroviaire
- Ne pas desservir le reste de la ligne de boucle de Kingston (Strawberry Hill et Twickenham).
- Une option (de couleur rose) contournant Turnpike Lane et Alexandra Palace et passant par Wood Green pour soutenir « l'aspiration de Haringey pour le réaménagement de Wood Green High Street.. situé dans la principale zone commerciale de Wood Green avec accès aux magasins, loisirs et prestations de service ».

En janvier 2015, le Surrey County Council a publié un rapport détaillé faisant pression pour que TfL envisage d'étendre ses succursales à Dorking et Woking.

## Coût et financement
|  | Cette section doit être mise à jour. Veuillez mettre à jour cet article pour refléter les événements récents ou les nouvelles informations disponibles. (Février 2020) |

Le coût du programme a été estimé à 27 à 32 milliards de livres sterling, aux prix de 2014, y compris le coût des nouveaux trains et des travaux de Network Rail. Cependant, Transport for London (TfL) a fait valoir que le coût total du projet pourrait être de 45 milliards de livres sterling en 2017. Pour atténuer les problèmes de financement, TfL a recommandé d'étaler le financement sur une plus longue période et d'achever le projet d'ici les années 2040, dix ans après la projection initiale.
Dans le budget 2016, le Trésor a donné le feu vert au projet et a alloué 80 millions de livres sterling pour le développement du projet, dans le but de présenter un projet de loi hybride ce Parlement, c'est-à-dire avant 2020.
Dans le budget d'automne 2017, le Trésor a seulement déclaré qu'il « continuerait à travailler avec Transport for London sur l'élaboration de plans équitables et abordables pour Crossrail 2, y compris par le biais d'un examen indépendant du financement et du financement ». Le 2 mars 2018, le secrétaire britannique aux transports, qui représente un siège centré sur un éventuel terminus de l'une des succursales (Epsom et Ewell), a annoncé que Mike Gerrard dirigerait la revue indépendante de l'accessibilité financière du Trésor, qui devrait conclure à l'été 2018.
Le maire de Londres a l'intention de facturer la redevance d'infrastructure communautaire de Mayoral de la même manière que pour le projet Crossrail original.

## Histoire
Une ligne de métro sud-ouest / nord-est était initialement prévue dès 1901 et un projet de loi a été soumis au Parlement en 1904. Cependant, les manœuvres politiques du magnat du tube rival Charles Yerkes ont mis fin à la proposition.

### Années 1970
Une ligne de métro du sud-ouest au nord-est a été proposée en 1970 par la London Rail Board du London Transport Board comme prochain projet après l'achèvement de la ligne Victoria et de la ligne Fleet (maintenant la ligne Jubilee). Conçu pour soulager la pression sur les lignes District, Central et Victoria et pour relier deux zones sans services de métro, l'itinéraire aurait repris la branche de Wimbledon du district jusqu'à Parsons Green, puis suivi un nouveau tracé souterrain via Aldwych (où il prendrait alors le relais de la ligne Piccadilly jusqu'à Holborn); de là à Leytonstone, et en continuant sur l'une des branches de la ligne centrale. Pour des raisons financières, la ligne n'a pas été construite, mais l'idée est restée.

### Années 80
À la suite de l'étude du Central London Rail Study de 1989, une route traversant le centre de Londres a été sauvegardée. Comme l'itinéraire desservirait à la fois King's Cross et King's Road, il a été suggéré qu'il pourrait être nommé Kings line. Il a cependant été décidé que le prolongement de la ligne Jubilee devrait être prioritaire et le projet a été reporté.

### Années 90
En 1995, un autre plan de métro express a été proposé qui utiliserait plus de voies existantes, aurait moins de stations et serait construit selon les normes de National Rail. Il faudrait emprunter l'une des trois routes reliant East Putney sur la ligne District à Victoria ; soit Putney Bridge, Parsons Green and Chelsea ou King's Road comme dans le plan de sauvegarde d'origine; ou jusqu'à Wandsworth Town et Clapham Junction puis via Chelsea Harbour et King's Road ou via Battersea. De Hackney Central, il se diviserait en deux branches, à Leytonstone, puis à Epping qui reprendrait leLigne centrale ; et la prise en charge de la ligne nord de Londres à Woolwich, une route maintenant suivie de la Docklands Light Railway.
La sauvegarde de 1991 comprenait également un éperon au sud de Victoria de l'autre côté de la rivière jusqu'à Battersea Park, pour l'écurie des trains et l'accès à un site de tunnelisation au bord de la rivière.

### Années 2000
L'étude London East West en 2000 a examiné Crossrail, la ligne Chelsea – Hackney et une combinaison des deux, de Wimbledon à Tottenham Court Road, puis à Liverpool Street. L'étude suppose une jauge de ligne principale et omettrait une station à Piccadilly Circus. Sa version du métro régional de Chelsea-Hackney se divise dans le nord, avec une branche via Dalston qui reprend la branche Epping de la ligne centrale, l'autre vers Finsbury Park, puis en utilisant l'alignement désaffecté du plan Northern Heights, prenant le contrôle de High Branche Barnet de la ligne Nord. L'option Express Metro fonctionnerait sur la ligne principale de la côte est.
Crossrail a reçu le feu vert en 2007, de préférence à la ligne Chelsea – Hackney, malgré certains commentateurs favorables à cette dernière mettant la mise en œuvre après la date d'achèvement de Crossrail en 2018. Les plans de Chelsea – Hackney ont été repris par Crossrail sous le nom de Crossrail 2.
En 2007, la route de 1991 a été mise à jour - Sloane Square a été abandonné et la branche Epping de la ligne centrale de Leytonstone a été sauvegardée. En raison des objections des résidents de Sloane Square, il a été réintégré l'année suivante. Le dépôt de Wimbledon des trains du sud-ouest a été sauvegardé comme dépôt pour la ligne. La protection a été élargie de l'écartement des tubes à l'écartement de chargement de Network Rail, car il est devenu clair que des trains plus grands et plus longs seraient nécessaires. Des trois itinéraires proposés pour le sud-ouest de Londres, le Royal Borough de Kensington et Chelseaa d'abord favorisé une route vers le sud via Imperial Wharf jusqu'à Clapham Junction, mais soutient maintenant la prise de contrôle de la succursale de Wimbledon de la ligne District. En vertu de ces plans actuels, une seule station entièrement nouvelle serait construite, à Chelsea.

### Années 2010

#### Route sécurisée 2008
Un tracé de la ligne a été sauvegardé (protégé légalement contre tout développement conflictuel) en 2008. Il reliait la succursale de Wimbledon de la ligne District à la succursale Epping de la ligne centrale via Parsons Green, Chelsea, Sloane Square, Victoria, Piccadilly Circus, Tottenham Court Road, King's Cross St Pancras, Angel, Essex Road, Dalston Junction, Hackney Central, Homerton et Leytonstone. La sauvegarde comprend également un embranchement de Victoria sous la Tamise à Battersea Park pour la stabulation et l'accès à un site de creusement de tunnels. L'itinéraire protégé a été examiné par le ministère des Transports en 2013.

#### Destinations du nord et du sud
La stratégie d'utilisation des routes (RUS) de juillet 2011 de Network Rail pour Londres et le Sud-Est prend en charge la route protégée existante, mais spécule sur d'éventuelles modifications en plus du réacheminement via Euston. Au sud, cela suggère que les tunnels devraient aller de Victoria via Clapham Junction au-delà de Wimbledon, au lieu de refaire surface près de Parsons Green et de reprendre la ligne District de là à Wimbledon. Au nord, cela suggère que le corridor West Anglia serait une meilleure destination qu'une branche de la ligne centrale. Ces suggestions sont motivées par ce que la RUS considère comme le besoin de capacités supplémentaires sur la ligne principale sud-ouest et le couloir West Anglia. Avec le terminus prévu de HS2 à Euston, Chelsea – Hackney a été replacé en tête de l'agenda des nouvelles lignes, détournées via Euston.
Le RUS de deuxième génération de Londres et du Sud-Est par Network Rail a proposé quelques modifications à l'itinéraire protégé: desservant Clapham Junction plutôt que la branche de Wimbledon de la ligne District, ne desservant pas Sloane Square, et desservant Euston ainsi que King's Cross St Pancras. Le RUS était également ouvert aux changements au nord de Hackney Central et aux branches au sud de Clapham Junction, qui étaient toutes deux considérées comme des phases ultérieures.
TfL a répondu en libérant ses options préférées - un métro automatique et un schéma régional.
En juillet 2015, le Surrey County Council a commandé une étude afin de proposer en détail et avec des analyses de coûts-avantages des propositions, des services de Surbiton jusqu'à l'arrêt de la ligne principale de Woking (et de desservir directement ou non les quatre principales stations intermédiaires). options explorées étaient le réacheminement des trains afin de ne pas s'arrêter à Waterloo et des plans créatifs d'horaire pour ajouter de la capacité à la ligne principale sud-ouest, comme l'option de déplacer les trains sur la ligne New Guildford plus légère, qui relie Surbiton. et Guildford, en examinant plus de modèles d'arrêt semi-rapides permis également une fois que le goulot d'étranglement de Waterloo est levé.
Les deux routes TfL aux deux extrémités de la route desservent Clapham Junction à un niveau plus élevé que la décharge de la ligne District, la ligne Victoria à son extrémité nord et la ligne Central. L'option régionale soulage la ligne principale sud-ouest et les sections congestionnées de la ligne nord et de la ligne Piccadilly, en créant des itinéraires alternatifs pour les trajets en dehors des zones 1 et 2.
En février 2013, le groupe de travail Crossrail du groupe d' entreprises London First, présidé par l'ancien secrétaire d'État aux Transports Andrew Adonis, a publié ses recommandations pour Crossrail 2, en faveur de l'option régionale. Plus tard le même jour, Network Rail a approuvé les plans.
Le 5 février 2015, le Dr Michèle Dix a été nommée directrice générale de Crossrail 2.
Les changements proposés par rapport aux plans précédents étaient les suivants:[spectacle]
En mars 2016, la Commission nationale des infrastructures a déclaré que Crossrail 2 devait être mis en avant "en priorité" et a recommandé qu'un projet de loi soit adopté par le Parlement d'ici 2019, la ligne devant être ouverte d'ici 2033.

## Soutien et opposition

### Support
Boris Johnson, maire de Londres en 2013, a déclaré à l'époque : « La question clé n'est plus de savoir si Crossrail 2 devrait se produire, mais à quelle vitesse nous pourrons le faire construire »[réf. nécessaire].
L'actuel[Quand ?] maire de Londres, Sadiq Khan, soutient également la proposition comme l'ancien secrétaire d'État aux Transports Chris Grayling.
De nombreuses autorités locales du sud-est de l'Angleterre et de Londres ont publié une lettre le 13 avril 2017, exprimant leur soutien à Crossrail 2. Selon ITV News, en avril 2017, des dizaines de députés soutenaient Crossrail 2.
Après que TfL a mené une consultation publique en 2017, le Partenariat de Fitzrovia a rapporté que 96 % des répondants soutenaient Crossrail 2 et 80 % des répondants préféraient la plus large des deux options, l'option régionale.
La Chambre de commerce de Londres a annoncé son soutien en juillet 2017, tandis que la Chambre de commerce du Grand Manchester a annoncé son soutien à Crossrail 2 en septembre 2017

### Opposition
En 2014, Transport for London a annoncé que le site du cinéma d' art et d'essai Curzon à Soho avait été identifié comme une zone qui « pourrait être nécessaire pour permettre la construction d'une salle de vente Crossrail 2 » et que « les plans pour le réaménagement du site ci-dessus peut inclure un cinéma de remplacement ». En 2015, le président du groupe de campagne Save Soho a qualifié le développement de « profondément préoccupant »[réf. nécessaire].
Les plans de la gare de Wimbledon impliquent le réaménagement de certaines parties du centre-ville de Wimbledon, y compris le centre commercial Center Court. Conseil de Merton a émis une opposition multipartite de sept pages aux plans.
Il n'y a eu qu'un court intervalle entre les annonces de confirmation de la poursuite du soutien gouvernemental à Crossrail 2 en 2017 et de la réduction des projets d'électrification ferroviaire proposés qui bénéficieraient particulièrement au Pays de Galles et au nord de l'Angleterre. L'argent a été affecté à plus long terme pour correspondre à la forte croissance démographique prévue à Londres. Toutes ces prévisions reposent sur des hypothèses quant à l'endroit où les gens souhaitent vivre, des emplois seront créés et des objectifs en matière de logement ont été fixés en conséquence pour 2015-2030 contrairement à la faible croissance prévue pour le reste de l'Angleterre, qui pourraient tous être modifiés par la politique gouvernementale. Andy Burnham, maire du Grand Manchester considère que la décision de principe sur les dépenses accorde une priorité indue et déséquilibrée à Londres et au sud-est de l'Angleterre par rapport aux autres régions du Royaume-Uni.